# Jeunesse
Pour les articles homonymes, voir Jeunesse (homonymie).
La jeunesse est une classe d'âge réunissant l'enfance et l'adolescence (du début de la puberté à la majorité) et le jeune âge adulte, la limite d'âge inférieure des jeunes est fixée entre 14 et 16 ans, la limite supérieure entre 25 et 35 ans et même plus tard. Cependant, l'ONU définit « un jeune » comme une personne ayant un âge compris en 15 et 24 ans.

## Subdivisions
La limite supérieure de la tranche d'âge appelée « la jeunesse » varie selon les cultures. Si l'enfance et l'adolescence sont des subdivisions unanimement admises, les pays développés, notamment occidentaux, y rajoutent généralement la catégorie des « jeunes adultes ».

### L'enfance
Sur le plan biologique l'enfance débute à la naissance et se termine à la puberté. Sur le plan légal, la définition de l'enfance peut toutefois inclure l'adolescence, ainsi la Convention des droits de l'enfant des Nations unies s'applique pour une période allant de la naissance à 18 ans.

### L'adolescence
On désigne par « adolescent » un individu mineur ayant atteint la puberté. Sur le plan biologique, l'organisation mondiale de la santé définit l'adolescence comme la tranche d'âge des 10 à 19 ans inclus,.

### La catégorie des jeunes adultes
Dans les pays occidentaux, et plus largement dans les pays développés, on utilise habituellement l'expression « jeune adulte » (young adults ou emerging adults, dans la littérature scientifique en anglais), pour désigner les 16-25 ans, voire les 18-35 ans. Cette catégorie est surtout basée sur des aspects sociologiques et est le reflet de l'allongement des études et du recul de l'âge du premier emploi stable, de celui de la mise en couple et de celui du premier enfant. Les jeunes adultes forment ainsi une tranche d'âge à la composition variée faite principalement d'étudiants, de jeunes parents, d'individus à la recherche d'un emploi vivant au domicile parental ainsi que de jeunes actifs concentrés sur le début de leur carrière professionnelle.

## Histoire de la jeunesse
Les conceptions de l'antiquité classique distinguent plusieurs âges de la vie dont la jeunesse symbolise souvent l'innocence. Le jeune homme chez les Grecs est l'éphèbe, les jeunes femmes doivent passer le rite d'initiation de l'ourse dans le sanctuaire d'Artémis. Les Romains ont des termes plus précis : infans désigne l'enfant en bas âge qui ne parle pas, puer ou puella désignent le petit garçon ou la petite fille de 7 à 17 ans et liberi correspond aux jeunes par rapport aux parents.
La perception de la jeunesse comme âge distinct à la fois des adultes et des enfants[évasif]n'existe pas au Moyen Âge mais existe comme statut social : le terme latin juvenis (joven en langue vernaculaire) correspond au jeune non marié. L'individu passe directement de l'enfance à l'âge adulte[réf. nécessaire], comme Bertrand du Guesclin qui participe à un tournoi dès l'âge de 15 ans. Guillaume le Maréchal est considéré comme jeune jusqu'à ce qu'il se marie à quarante ans. Certaines villes créent des « abbayes de jeunesse » assurant une formation militaire avant l'entrée de ces jeunes dans les compagnies bourgeoises de gardes (arbalétriers, archers, canonniers), les autorités municipales leur délégant souvent l'organisation des manifestations folkloriques, carnavals et charivaris.
Pour Philippe Ariès la société évolue en même temps que les mentalités. Sa thèse repose sur deux idées : l'attachement des parents pour leurs enfants est né réellement avec le contrôle des naissances et la baisse de la fécondité, soit à partir de la fin du XVIIIe siècle ; avant l'enfant n'est qu'un adulte en devenir. La forte mortalité empêche une attention trop importante des adultes. La perception par la société de la spécificité de la jeunesse est un long cheminement qui va du XVIIIe siècle à nos jours, la notion d'adolescence et les lois encadrant le travail des enfants (jusqu'à cette période, ce travail fait partie de l'univers culturel normal de la société) n'apparaissant qu'au XIXe siècle,[réf. obsolète].
Au XIXe et XXe siècles, les médias évoquent certaines « bandes de jeunes » (Apaches, Blousons noirs) comme une menace pour la sécurité publique, soulignant que cette menace a tendance à disparaître lorsque le jeune se marie et accède au monde du travail[Interprétation personnelle ?].
Pour Isidore Isou, auteur de Traité d'économie nucléaire : Le Soulèvement de la jeunesse (paru en 1949) la jeunesse représente la seule force dynamique et révolutionnaire apte à agir sur le circuit économique par la manifestation de la « créativité pure » (inventions et découvertes dans la théorie et la pratique) ou la « créativité détournée » (guerres, destructions des richesses, etc.). Sa pénétration harmonieuse à l'intérieur du circuit s'accomplira par la mise en œuvre d'un ensemble de mesures regroupées sous le terme de « protégisme juventiste » : réduction des années d'école, crédit de lancement en faveur des jeunes, planification intégrale, rotation aux postes de responsabilité.

### En France
La loi interdisant le travail des enfants de moins de 8 ans date de 21 mars 1841, inspirée des travaux de Louis-René Villermé. Les lois Jules Ferry de 1881 et 1882 rendent l’instruction primaire obligatoire pour les garçons et filles âgés de 6 à 13 ans. L’école publique est gratuite et laïque.
Avant cette date l'enseignement aux enfants dépend de l'enseignement catholique, depuis l'instauration des institutions jésuites au XVIIe siècle, pour les jeunes aristocrates et bourgeois et des frères des écoles chrétiennes pour les enfants plus modestes. Mais ces écoles ne concernent qu'une minorité d'enfants.
La préoccupation politique de l'encadrement des jeunes hors du temps scolaire date des premiers patronages à la suite des lois Ferry.
La première auberge de jeunesse est créée par Henri Sannier en 1931.
Le premier secrétaire d'État chargé de la Jeunesse est Léo Lagrange en 1936 avec le Front populaire.
L'organisation moderne de l'enfance inadaptée date de 1943 sous Vichy. L'Ordonnance de 1945 reprenant l'organisation prévue par Vichy et surtout faisant de l'éducation la pratique normale du traitement de la délinquance des mineurs. Le métier d'éducateur spécialisé date de cette époque.
L'éducation populaire, comme mouvement de prise charge des jeunes adultes par eux-mêmes au sein des maisons des jeunes et de la culture est également promue à la Libération.
Parmi les textes adressés à la jeunesse qui ont marqué l'histoire, on peut citer Lettre à la jeunesse, où l'écrivain Émile Zola, s'inquiétant des manifestations antisémites de certains jeunes français dans l'Affaire Dreyfus, s'adresse à eux à travers ce message d'espoir, en concluant : « Où allez-vous, jeunes gens, où allez-vous, étudiants, qui battez les rues, manifestant, jetant au milieu de nos discordes la bravoure et l’espoir de vos vingt ans ? Nous allons à l’humanité, à la vérité, à la justice ! ».

## Approche sociologique de la jeunesse
Si la biologie donne une définition scientifique basée sur l'étude des phénomènes naturels liés à l'âge : la naissance, la reproduction biologique, le développement physique, le vieillissement,, la définition sociologique de la jeunesse est elle soumise aux classifications étatiques et aux représentations des populations. En effet, les classifications étatiques peuvent évoluer dans le temps ou varier dans l'espace: selon les époques et les pays, la majorité légale par exemple est fixée à 21 ans ou 18 ans. Dans le langage commun, la définition des âges varie aussi : on n’est pas considéré comme « jeune », « adulte » ou « vieux », au même âge selon les époques et les milieux.
La sociologie intervient à un autre niveau, l'étude de la dimension sociale de ces phénomènes: la reproduction sociale, par exemple. Elle définit les âges, non pas à partir du vieillissement biologique depuis la naissance mais à partir des grandes étapes de changement et évènements de la vie, un peu comme l’on découpe en histoire les périodes non pas à partir des chiffres mais des « événements de bascule ».
Pour la sociologie, l’âge adulte commence lorsqu'on entre dans la vie active et que l’on fonde une famille (voir Olivier Galland Sociologie de la jeunesse, Armand Colin et Pierre Bourdieu « La jeunesse n'est qu'un mot » Questions de sociologie, éditions de Minuit,). Pris ainsi on voit que cette entrée dans la vie d’adulte est très variable selon le groupe social auquel l’on appartient, selon par exemple que les individus font des études courtes ou longues ou aucune étude. Le mot « jeunesse » que l'on utilise comme un tout cohérent (par exemple, dans les enquêtes auprès des 15-25 ans ou même des citoyens de moins de 35 ans, selon le pays de résidence) recouvre des réalités très disparates : un individu peut devenir adulte à 20 ans s’il travaille et qu’il est chargé de famille, auquel cas on utilise cette expression « il n’a pas eu de jeunesse »,,.
Dans le langage commun les générations opposent les jeunes, les adultes et les personnes âgés, néanmoins, ces classes d’âges sont traversées par les divisions sociales et l’on n'est pas jeune, adulte, âgé de la même manière selon le groupe social auquel l’on appartient : un jeune issu des milieux pauvres n’a pas la même jeunesse qu’un jeune issu des classes aisées par exemple (voir Jean-Claude Chamboredon Jeunesse et classes sociales, éditions Rue d'Ulm),. Par conséquent lorsqu'on parle de la « nouvelle génération de jeunes », il s'agit d'une construction artificielle.
Le sociologue Gérard Mauger propose de définir la jeunesse comme « l'âge de la vie où s'opère un double passage plus ou moins étiré dans le temps – de l'école à la vie professionnelle, de la famille d'origine à la famille conjugale – ou, en d'autres termes, la séquence de trajectoire biographique (« entrée dans la vie » ou « passage à l'âge adulte ») définie par un double processus d'accès au marché du travail et au marché matrimonial qui se clôture avec la stabilisation d'une position professionnelle et matrimoniale ».
Gérard Mauger identifie ensuite six invariants de la « condition jeune », la jeunesse peut être décrite à la fois comme une période :
- d'accumulation primitive des différentes espèces de capitaux : économique, culturel, social, corporel, symbolique ;
- d'apesanteur : acquisition d'une certaine autonomie vis-à-vis de la famille tout en dépendant encore d'elle financièrement ;
- d'incohérences statutaires[22] : état intermédiaire entre l'enfance et l'âge adulte, où l'on n'a ni les avantages du premier, ni les privilèges du second ;
- d'indétermination sociale : entre la position sociale d'origine et la position sociale de destination ;
- de classements : l'individu n'ayant pas encore accédé à un couple stable et à un emploi fixe, il est pris dans les classements opérés par le marché du travail et le marché matrimonial ;
- de cristallisation des habitus : la jeunesse se clôt par l'insertion définitive sur les marchés matrimoniaux et du travail qui imposent l'ajustement des dispositions à la position effective et conduit les individus à « devenir ce qu'ils sont » et à « se contenter de ce qu'ils ont », en renonçant aux différents autres « possibles ».

Cette définition permet de rendre compte de l’allongement de la durée de la « jeunesse » dans notre société sous l’effet de la prolongation des scolarités, de l'extension du chômage et de la précarité ainsi que du développement de la cohabitation entre couples jeunes sans forcément passer au mariage et à la procréation.
Cette évolution est relevée par la plupart des sociologues,. Néanmoins, pour certains cette généralisation du statut de « jeune » contribue à égaliser (voir article moyennisation) et à individualiser la jeunesse et même à brouiller le passage entre la jeunesse et l'âge adulte. Pour d'autres, l'allongement de la scolarité qui touche désormais une majorité de jeunes femmes et une part importante des jeunes des classes populaires ne doit pas pour autant occulter les profondes divisions sociales à l’intérieur de la population étudiante : divisions entre les filières (bac général/bac pro par exemple), divisions entre « petits diplômes » (Bac+2 ou 3) et Master/Grandes écoles, divisions entre étudiants ayant un emploi à côté (qui peut devenir à l'arrivée un emploi fixe) et étudiants financés par la famille,.